# Hričovec
Hričovec (1060 m n. m.) je hora ve slovenské části Javorníků. Nachází se v hlavním hřebeni nedaleko českých hranic. Na jihozápadě sousedí s bezejmennou kótou 1031 m, od které je oddělena Sedlem pod Hričovcom (960 m). Hlavní hřeben na této straně dále pokračuje přes sedlo Butorky (982 m) a Sedlo pod Veľkým Javorníkom (1050 m) k Veľkému Javorníku (1072 m). Na jihovýchodě je hora od sousedního vrcholu Čemerka (1052 m) oddělena bezejmenným sedlem. Z Hričovce vybíhá na sever boční hřeben k vrcholu Lemešná (950 m), který je oddělen sedlem Pindula (800 m, též Sedlo pod Lemešnou). Další výběžek směřuje k severovýchodu, avšak brzy končí vrcholem Solisko (1012 m). Severní a východní svahy spadají do údolí Kysuce, která přímo na úbočí hory pramení. Západní svahy spadají do údolí potoka Lemešná a jižní do horních partií Štiavnické doliny. Severovýchodní část vrchu je chráněna v rámci Přírodní rezervace Hričovec (21,1 ha, vyhl. 1988). Celá hora je pokryta vzrostlým lesem a neposkytuje žádné výhledy.

## Chráněné území
Na severním a východním úbočí hory leží přírodní rezervace Hričovec. Nachází se v katastrálním území obce Makov v okrese Čadca v Žilinském kraji. Území bylo vyhlášeno v roce 1988  a má rozlohu 21,12 hektaru. Předmětem ochrany jsou zachovalá lesní společenstva.